# 马蒂·林塔科斯基
马蒂·林塔科斯基（芬蘭語：Matti Rintakoski，1924年9月18日—1995年6月28日），芬兰男子冰球运动员，场上位置是后卫。他曾代表芬兰国家队参加1952年冬季奥林匹克运动会冰球比赛，获得第7名。